# Kalle Bindekrans
Carl Torbjörn "Calle" Bindekrans, född 27 april 1983, är en svensk bordshockeyspelare från Norrköping som för närvarande (2014) är rankad nr 1 i Sverige och nr 12 i världen. Han deltog och blev världsmästare vid VM för klubblag i Sankt Petersburg 2012 tillsammans med Atis Silis, Yanis Galuzo och Arturs Vercins. Laget försvarade även världsmästartiteln vid 2014 års världsmästerskap i Tjeckien.

## Meriter
- 1:a JSM 1999 & 2000
- 2:a JVM 1999
- 2:a Nordiska juniormästerskapen 2000
- 5:a VM 2012
- 1:a VM för klubblag 2012
- 1:a VM för klubblag 2014
- 1:a Lag-SM 2009 & 2010 (med klubben BHK Möllan Rouge)